# 鳌溪镇
鳌溪镇，是中华人民共和国江西省抚州市乐安县下辖的一个乡镇级行政单位。

## 行政区划
鳌溪镇下辖以下地区：
下大街社区、上大街社区、象山街社区、桥背街社区、芜塘街社区、芙蓉社区、前坪社区、鳌溪村、桥背村、下岭村、咸溪村、桥陂村、咸口村、下罗村、店元村、罗山村、青山村、赖村、潭港村、案山村、石塘村、林头村、大元村、东坑村和下陂村。